# Hiram I
UHiram I (en fenici 𐤇𐤓𐤌 'Ḥirōm' "el meu germà és excels"; en hebreu: חִירָם 'Ḥīrām', en àrab: حيرام) també anomenat Hirom i Huram, va ser rei de Tir, segons la Bíblia. També el mencionen Menandre d'Efes i Flavi Josep a Contra Apió, on diu que va viure 53 anys i en va regnar 34. Se suposa que va regnar de l'any 978 aC al 944 aC, però algunes fonts el fan rei del 980 aC al 947 aC. Va succeir al seu pare Abibaal.
El Segon llibre de Samuel diu que Hiram va enviar una ambaixada a Salomó, rei d'Israel, que anava acompanyada de fusta de cedre, fusters i picapedrers per ajudar-lo a construir un palau. Abans li havia enviat missatgers quan va saber que havia estat ungit rei com a successor del seu pare David. El Primer llibre dels Reis diu que sempre van ser amics. El Primer llibre de les Cròniques diu que Hiram ja havia enviat fusta de gran qualitat, mestres d'obres i fusters a David per construir-li un palau.
L'aliança amb Salomó va permetre a Hiram l'accés als mercats egipcis, àrabs i mesopotàmics, i va obrir rutes de comerç cap als països d'Ofir i Sabà. El Segon llibre de les Cròniques diu que Salomó tenia a la mar grans naus tripulades conjuntament amb els homes d'Hiram, que cada tres anys tornaven a Israel carregats d'or, plata, ivori, mones i paons.
Per a la construcció del Temple de Jerusalem que projectava consagrar a Jahvè, Salomó necessitava bones fustes, i va comprar-les a Hiram. Va donar vint-mil càrregues de blat i vint-mil mesures d'oli per la apreciada fusta de cedre del Líban. Els treballadors de Salomó i d'Hiram treballaven plegats, tallant la fusta i traient pedra de les canteres per a construir el temple.
Flavi Josep també diu que Hiram va engrandir els ports de Tir, i va unir les dues illes on s'havia construït la ciutat. Va aixecar un fastuós palau reial i un temple dedicat a Melcart. Quan va morir el va succeir el seu fill Baal-Eser I.